# Турбокомпресор

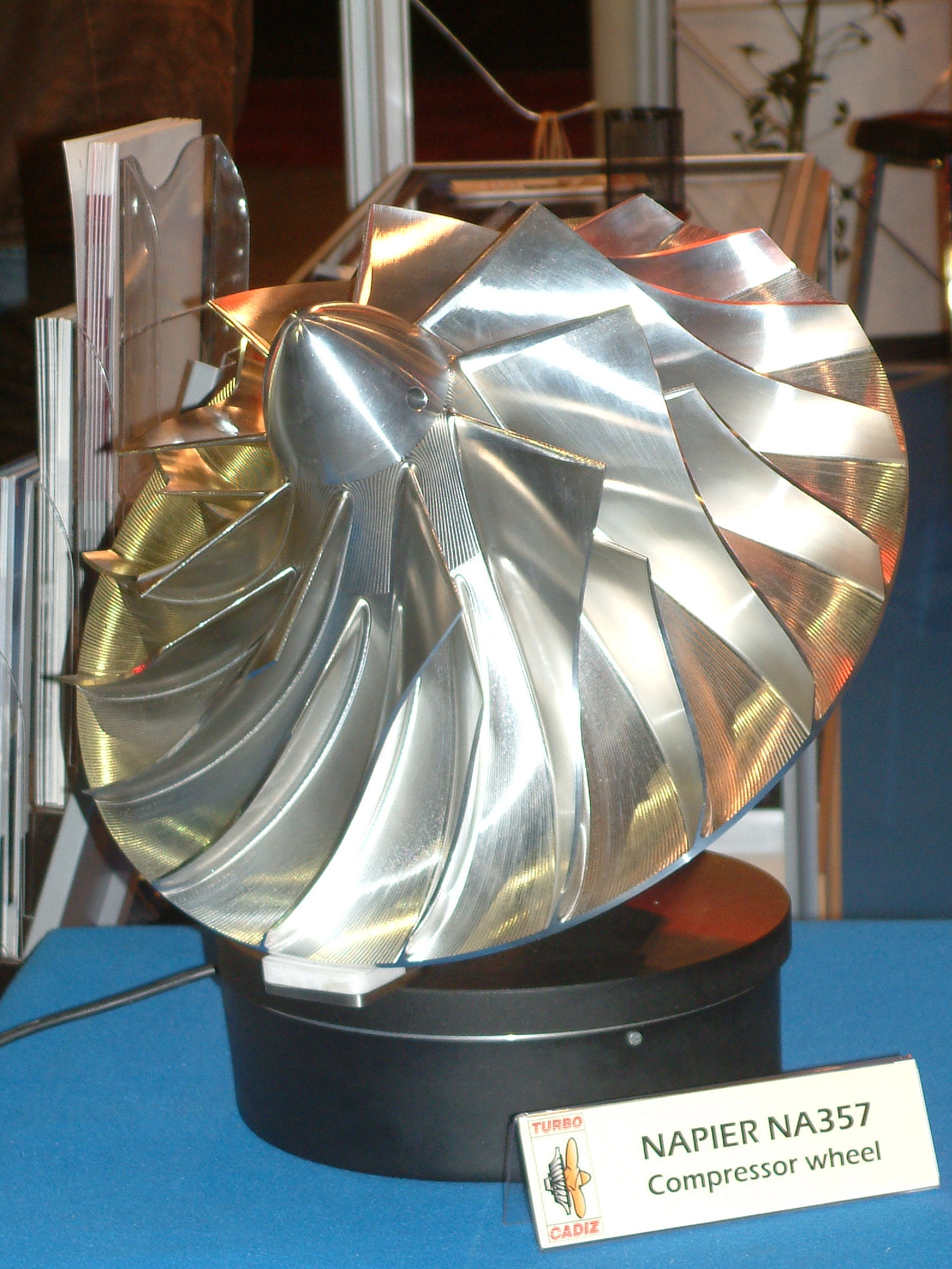
Відцентрове робоче колесо турбокомпресора, показано окремо

Турбокомпре́сор або газотурбі́нний нагніта́ч — компресор динамічної дії (відцентровий або осьовий), у якому дія на потік стискуваного газу здійснюється обертовими ґратками лопаток ротора, що урухомлюється і працює в парі на одному валу із турбіною. Є основним конструктивним елементом газотурбінних двигунів. та важливим вузлом двигунів внутрішнього згоряння, що оснащені системою наддування.

## Газотурбінні двигуни

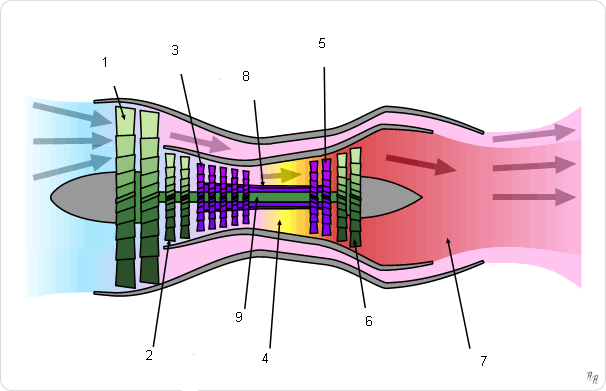
Схема двигуна з турбовентилятором.
1 — Вентилятор.
2 — Компресор низького тиску.
3 — Компресор високого тиску.
4 — Камера згоряння.
5 — Турбіна високого тиску.
6 — Турбіна низького тиску.
7 — Сопло.
8 — Вал ротора високого тиску.
9 — Вал ротора низького тиску.

Основним призначенням турбокомпресора є підвищення тиску робочого тіла газотурбінного двигуна за рахунок його нагнітання компресором, котрий отримує енергію від турбіни. Турбокомпресор у сукупності з камерою згоряння, що розташована між турбіною і компресором, називається газогенератором. Турбокомпресор низького тиску турбореактивного двигуна, що складається з компресора низького тиску (вентилятора) і турбіни, інколи називають турбовентилятором.

## Турбокомпресори автомобільних двигунів

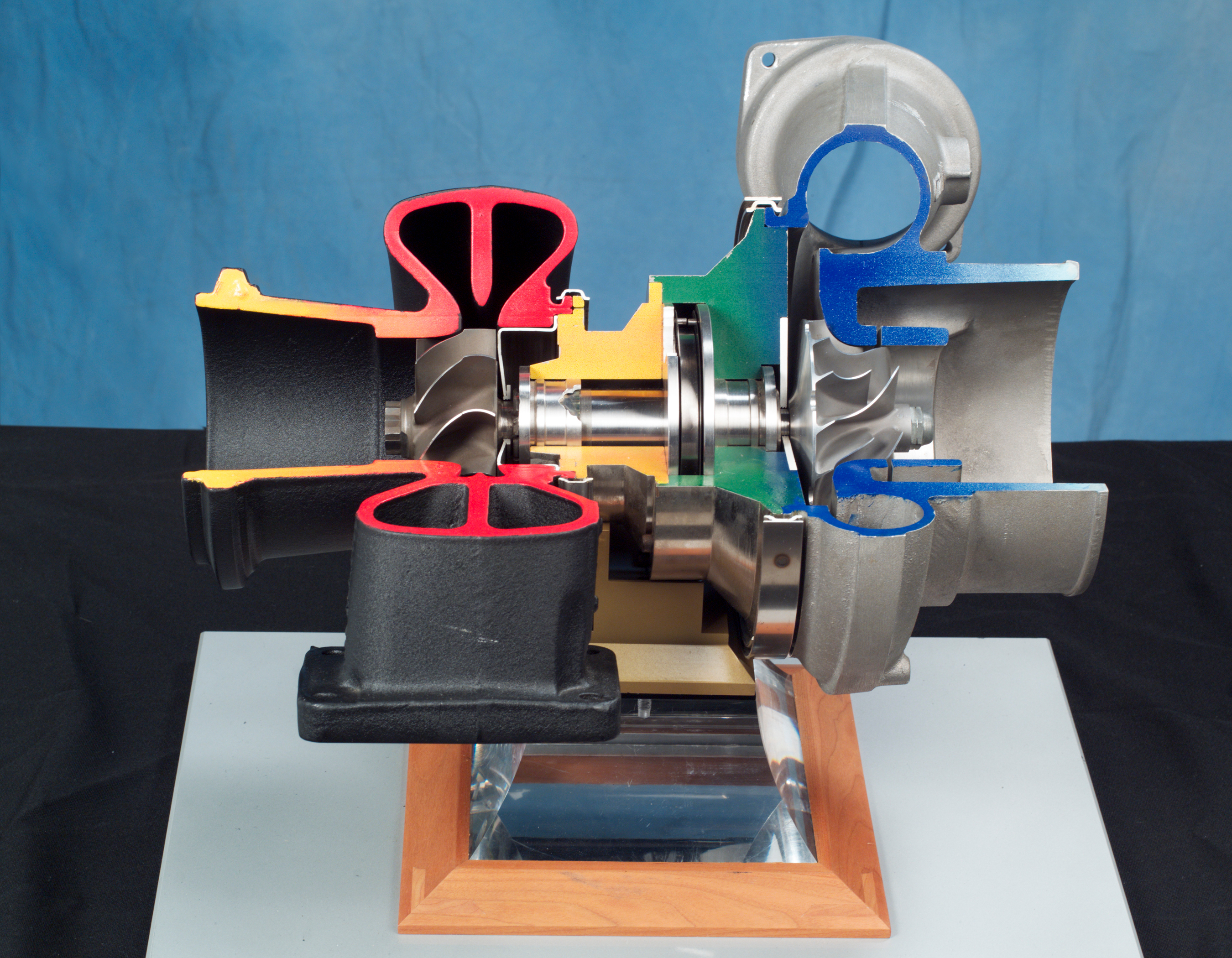
Розріз автомобільного турбокомпресора

В автомобілях турбокомпресор (англ. turbocharger) використовується у системах турбонаддування з метою покращення характеристик за рахунок нагнітання повітря або паливо-повітряної суміші у двигун внутрішнього згоряння за рахунок енергії вихлопних газів.
Турбокомпресор підвищує тиск у впускній системі двигуна, в результаті чого збільшується маса повітря, яке надходить у камеру згоряння, що дозволяє забезпечити приріст потужності двигуна до 30-40%.
Турбокомпресори, що використовуються в автомобільних двигунах, найчастіше (з міркувань мінімізації масо-габаритних параметрів) виконуються за двоконсольною схемою з опорами, які розташовуються між дисками компресора і турбіни. Вал обертається у підшипниках ковзання. Використовуються підшипники плаваючого типу, тобто вони мають зазор як з боку корпусу, так і валу. Підшипники змащуються моторною оливою системи змащення двигуна. Олива подається по каналах в корпусі підшипників. Для герметизації масла на валу встановлені защільнювальні кільця. У деяких конструкціях бензинових двигунів для поліпшення охолодження додатково застосовується рідинне охолодження турбонагнітачів. Корпус підшипників турбонагнітача включений у двоконтурну систему охолодження двигуна.
Вихлопні гази надходять у корпус і спрямовуються на лопатки турбінного колеса, яке набирає високих обертів (до 250000 об/хв), обертаючи при цьому робоче колесо компресора. Відпрацьовані гази після турбінного колеса покидають турбіну через осьовий отвір і відводяться у випускну систему. Турбіна працює в умовах високих температур, тому її елементи виготовляють з жароміцних матеріалів (залізо-нікелевих сплавів та сталей).
Продуктивність турбокомпресора переважно визначається розміром і формою турбіни. У загальному випадку, чим більшою є турбіна, тим вищою буде продуктивність компресора. Але при малих обертах двигуна компресор не спроможний забезпечувати потрібну продуктивність, у результаті чого спостерігається турбозатримка або «турбояма» (англ. turbolag) при збільшенні навантаження на двигун, що обумовлює відставання зростання вихідної потужності у відповідь на зміну тиску відпрацьованих газів.
Малий за розмірами турбокомпресор розкручується до номінальної швидкості значно швидше, зате має меншу продуктивність. Найменші розміри мають турбокомпресори для двигунів легкових автомобілів — діаметр їх коліс порядку 50 мм. Найбільші розміри у суднових турбокомпресорів — діаметр коліс — до 1,2 м.
|  |  |  |

Для зниження наслідків турбозатримки, підвищення продуктивності конструкції турбокомпресорів постійно вдосконалюються. Найпопулярнішими технічними рішеннями є:
- зниження маси турбіни за рахунок застосування легших і міцних матеріалів (кераміка тощо);
- застосування нових конструкцій підшипників, що забезпечують зниження втрат на тертя;
- використання двох послідовних або паралельних турбокомпресорів (англ. twin-turbo або англ. bi-turbo відповідно);
- використання турбін із змінною геометрією (англ. Variable-geometry turbochargers, VGT також відома як VNT—турбіна від англ. Variable Nozzle Turbine).

Основні параметри турбокомпресорів для автотракторних двигунів стандартизовані і дозволяють обирати їх типорозміри для конкретного двигуна за заданим ступенем підвищення тиску та припустимим значенням колової швидкості компресора. За цією швидкістю та діаметром диска робочого колеса визначається частота обертання вала. З умови міцності для дисків з нікелевих сплавів колова швидкість не повинна перевищувати 250…350 м/с при температурі газів перед турбіною 730 °C.